# Eva Olmerová
Eva Olmerová, (Prága, 1934. január 21. – Prága, 1993. augusztus 10.) cseh dzsesszénekesnő. Minden idők egyik legnagyobb cseh dzsesszénekesnőjének tartják.

## Pályafutása
Olmerová hatévesen kezdett zongorázni. A második világháború után nagyszülei hazatértek Londonból, ahol nagyapja Edvard Beneš-sel, a száműzött csehszlovák kormány elnökével dolgozott.
Szülei 1948-ban elváltak. Olmerová apjával maradt a Třebsín nevű faluban. Első kézből szerzett tapasztalatokat a csavargó életmódról. Népdalokat kezdett énekelni gitárkísérettel. Az 1950-es évek elején bekapcsolódott a prágai dzsesszéletbe, fellépett az Arnošt Kavka Banddel. Tizenhét évesen, (1951-ben), a csehszlovák állambiztonsági szolgálat letartóztatta nagyapja politikai tevékenysége és nagybátyja, Otmar Kučera háborús szolgálata miatt - aki 313-as RAF század parancsnoka volt. A rendőrkapitányságon megalázó bánásmódban részesült: levetkőzni kényszerítették, majd kihallgatták. Később, 1958-ban rátámadt és megpofozott egy rendőrt, emiatt tizennégy hónapra börtönbe került.
1952-ben először ment férjhez, de hamarosan elvált. Egy ideig profi énekesnőként kereste kenyeret prágai bárokban. 1962-ben a zeneszerző Karel Mareš beajávlotta a Semafor Színházba. Olmerová beleegyezett, de névtelen levelekben felfedték „bűnös múltját”.
A „Jsi jako dlouhý most (Olyan hosszú vagy, mint egy híd") című Mareš-dal előadásával megnyerte a csehszlovák dalversenyt, de Prágában eltiltották a nyilvános fellépéstől.
1963 vége felé enyhültek az Olmerová karrierjét sújtó hatósági korlátozások. Együttműködésbe kezdett a Traditional Jazz Stúdióval. Alkalmanként más zenei együttesekkel is dolgozott, és rendszeresen felléphetett a Divadlo Na zábradlí nevű színházban is, ahol megismerkedett és barátságot kötött Václav Havellel, a későbbi csehszlovák (majd cseh) elnökkel.
1965-ben újra férjhez ment. Ez a házasság kevesebb mint egy év után válással ért véget. Olmerová elkezdett egy drogot alkohollal kombinálva használni. Pszichiátriai segítséget kért, de alkohol- és kábítószer használata továbbra is hátráltatta karrierjét.
Az 1960-as években számos filmben szerepelt, majd 1967-ben visszatért a Semafor Színházba. 1969-ben kiadta első stúdióalbumát, a „The Jazz Feelinget” az S+H Quintet-tel és Karel Velebný-vel. Széles körű kritikai elismerést váltott ki. Olmerovát meghívták Nyugat-Európába, de a kommunista hatóságokkal szoros kapcsolatban álló csehszlovák Pragokoncert zenei ügynökség „megbízhatatlansága” miatt megtagadta tőle az utazási engedélyt. Olmerová 1969-ben találkozhatott Ella Fitzgeralddal Fitzgerald prágai koncertje után. Fitzgeraldot lenyűgözte Olmerová hangja, és meghívta, hogy csatlakozzon európai turnéjának további részéhez. Olmerovától tudni, hogy Fitzgerald körútja alatt Olmerová kénytelen volt Prágában maradni.
1972-ben harmadszor is férjhez ment. Ez a házasság is gyorsan válással végződött. Ugyanabban az évben részegen karambolozott egy Wartburggal, ami Luděk Hulan jazz basszusgitárosé volt. Tíz hónap börtönre ítélték. 1974-ben felvette második albumát: „Eva Olmerová & The Traditional Jazz Studio”. Alkoholizmusa miatt az élő fellépései egyre problematikusabbak voltak.
1978-ban kezdett dolgozni a Prague Big Banddel és Milan Svoboda-val. Következő albumát, a „Zahraj i pro mne”-t  a Csehszlovák Rádió Jazz Zenekarával vette fel. Ez volt az első lemez, amit cseh szöveggel énekeltek.
1984-ben megkapta a Luděk Hulan-díjat.
Az 1980-as években fellépett a Metropolitan Jazz Banddel, a Steamboat Stompers-szel és a Senior Dixielanddal. Alkalmanként folk- és countryzenészekkel is énekelt. 1986-ban felvette a "The Twins" című albumot Jitka Vrbová-val és a Hot Jazz Prague-val.
1972-ben harmadszor is férjhez ment. Ez a házasság is gyorsan válással végződött. Ugyanabban az évben részegen karambolozott egy Wartburggal, ami Luděk Hulan jazz basszusgitárosé volt. Tíz hónap börtönre ítélték. 1974-ben felvette második albumát: „Eva Olmerová & The Traditional Jazz Studio”. Alkoholizmusa miatt az élő fellépései egyre problematikusabbak voltak.
1978-ban kezdett dolgozni a Prague Big Banddel és Milan Svoboda-val. Következő albumát, a „Zahraj i pro mne”-t a Csehszlovák Rádió Jazz Zenekarával vette fel. Ez volt az első lemez, amit cseh szöveggel énekeltek. Egészségi állapota gyorsan romlott az alkoholizmusa és a kapcsolódó életmód miatt. Rossz otthoni körülmények között élt alacsony rokkantsági nyugdíj mellett, de továbbra is énekelt. 1989-től az utolsó állandó együttesével lépett fel.
1989-ben üdvözölte a kommunista rendszer bukását, és meglátogatta Václav Havelt a prágai várban. Drahomíra Vihanová 1991-ben rövid dokumentumfilmet készített róla („Eva változásai”). A film kemény kritikai reakciókat váltott ki, merthogy „naturalista” és "„durva”.
Utolsó éveiben Olmerová Emil Viklický zongoristával lépett fel. Utolsó felvételét 1993. május 26-án készítette, és 1993. augusztus 10-én halt meg a prágai-bubeneci kórházban.
2006-ban a prágai önkormányzat jóváhagyta egy utca elnevezését a tiszteletére.
Olmerová autodidakta énekesnő volt. Azt állította, hogy mentes a többi énekes hatásától, de elismerte, hogy csodálja Mahalia Jacksont, valamint Frank Sinatra, Dean Martin és Bing Crosby stílusát. Karel Gottról − Csehszlovákia legnépszerűbb énekeséről viszont úgy nyilatkozott, hogy „...gyenge homoszexuális hangja van falsettóval”.
Olmerovát hangja és viharos életmódja miatt gyakran hasonlították Bessie Smith-hez és Billie Holiday-hez. Jiří Černý cseh zenekritikus Janis Joplinhoz hasonlította.

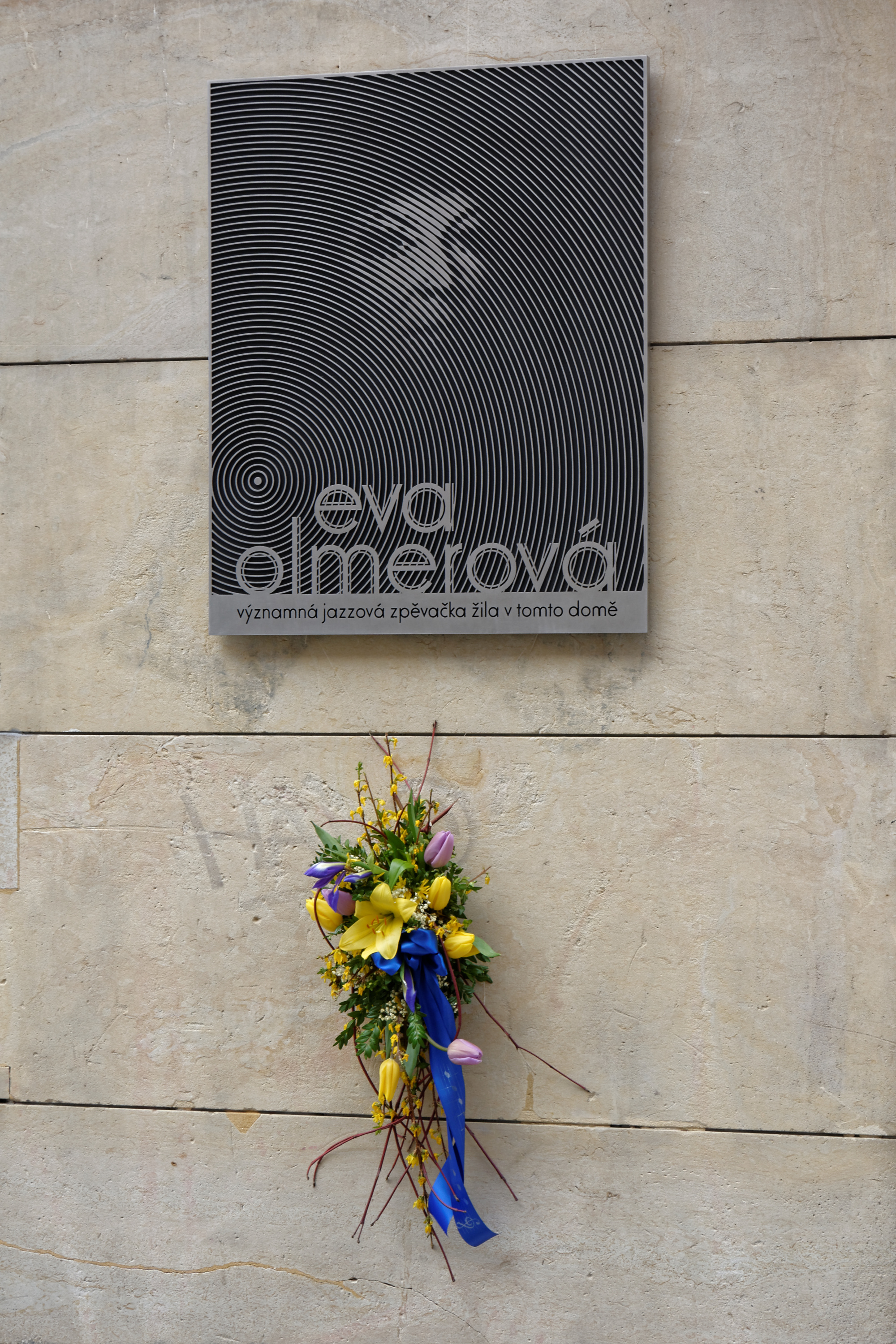
Eva Olmerova memorial plaque

## Lemezek
Jsi jako dlouhý most (1962)

Poezie a jazz II (1967)

Eva Olmerová (1968, 2001 CD)

Matka (1968)

Čekej tiše (1968)

Country beat Jiřího Brabce (1968–1969)

VIII. album Supraphonu (1968–1969)

Ztracekna zpívá (1969)

Chvíle lásky (1969)

Georgia on my mind (1969)

You always hurt the one you love (1969)

Blues železničního mostu (1969)

Černá kára (1969)

Až ztichnou bílé skály (1969)

Jazz Feelin’ (1969)

IX. album Supraphonu (1970)

Jezero dřímá (1970)

Ó, Boží den (1970)

Tam pod nebeskou bání (1970)

Vzdávám svůj dík (1970)

Poprchává (1970)

Oh, Daddy (1970)

Give me that old time religion (1970)

Paralely (1970)

Počítám hodiny (1970)

Precious lord, také my hands (1970)

Nobody Knows When You're Down (1970)

Slunce sháním (1971)

Vstává den a moře svítá (1971)

Vnímám tvůj hlas (1972)

Mosty nadějí (1972)

Eva Olmerová And Traditional Jazz Studio (1974)

Čajová růže (1976)

Můj milý se vrátil (1976)

Zahraj i pro mne (Panton 1981)

Jakoubku, cos měl s tím andělem? (1982)

Čekej tiše (1982)

Dixieland (1983)

Vítr je rváč (Panton 1983, 2005)

Dvojčata (1987)

Svíčka a stín (1992)

Přiznání (Panton 1993)

Stop Time (1993)

Největší hity (Sony Music/Bonton 2002)

Blues samotářky (2004)

Niagara (Multisonic 2005)

Recitál 66’ (és František Rychtařík 2005)

## Filmek
- Eva Olmerová az IMDb-n

### Dokumentumfilmek
- Svět je báječné místo k narození, 1968.
- Eva Olmerová, 1971.
- Proměny přítelkyně Evy, 1990.
- Čekej tiše neb Eva Olmerová ve vzpomínkách svých kolegů, 2001.

## Díjak
- 1984: Luděk Hulan-díj

## Fordítás
Ez a szócikk részben vagy egészben  az   Eva Olmerová című angol Wikipédia-szócikk ezen változatának fordításán alapul.  Az eredeti cikk szerkesztőit annak laptörténete sorolja fel. Ez a jelzés csupán a megfogalmazás eredetét és a szerzői jogokat jelzi, nem szolgál a cikkben szereplő információk forrásmegjelöléseként.